# La Puebla de Arganzón
La Puebla de Arganzón è un comune spagnolo di 502 abitanti situato nella comunità autonoma di Castiglia e León. Insieme al limitrofo comune di Condado de Treviño forma l'exclave di Treviño, territorio della provincia di Burgos (comunità autonoma di Castiglia e León) totalmente circondato da quella di Álava (comunità dei Paesi Baschi).

## Geografia antropica
Oltre al paese omonimo, il comune comprende Villanueva de la Oca, un piccolissimo centro di carattere agricolo.

## Serie TV girate
- Il segreto (2011).